# Henry Way Kendall
Henry Way Kendall (9. prosince 1926 Boston, USA – 15. února 1999 Edward Ball Wakulla Springs State Park, Florida, USA) byl americký fyzik, který společně s Jeromem Isaakem Friedmanem a Richardem Edwardem Taylorem roku 1990 získal Nobelovu cenu na fyziku.
Po studiích matematiky na Deerfield Academy a Amherst College se věnoval výzkumu na Massachusettském technologickém institutu (MIT) v Cambridgi. Koncem šedesátých a počátkem sedmdesátých let se spolupodílel na výzkumu při Stanfordském středisku lineárního urychlovače.
Ve svém volném čase se věnoval alpinismu a fotografování.